# 天之云地之雾
《天之云地之雾》是中国大陆于2003年播出的一部24集电视剧。由庞好导演，张成功编剧。改编自张成功的小说《黑雾》。

## 制作、播出
2000年，中國公安機關首次开展打黑除恶专项斗争。在这一背景下，中国大陆拍摄、制作了大量“打黑剧”。剧本由张成功的小说《黑雾》改编。小说本是张成功“黑色三部曲”的压卷之作。此前，由张成功的同名小说改编、在2001年播出的电视剧《黑冰》和《黑洞》都获得成功。受此影响，不少电视剧改名为“黑”某某。剧集不得不由《黑雾》，改名为《天之云地之雾》。外界仍有使用《黑雾》之名。或将它与电视剧《黑冰》、《黑洞》合称为“黑色三部曲”。
从剧本改编到拍摄完成，剧集制作花费两年多时间。原剧本是26集规模，实拍为26集，最后精剪成24集。制片方以张成功的剧本，邀请贺子壮、钟道新等人四次修改。
2003年8月13日，在南京电视台新闻综合频道开播。2004年2月12日，开始在湖南卫视播出。

## 人物简介
| 演员   | 角色     | 简介                                                                      |
| 王志文 | 乔小龙   | 律师                                                                      |
| 陶泽如 | 孔大钧   |                                                                           |
| 陶泽如 | 孔二钧   |                                                                           |
| 刘 威  | 吴淮生   | 一龙煤炭公司老板、郑莉丈夫。 吴淮生与郑莉的关系并不融洽，对她使用冷暴力。 |
| 张晓林 | 刘国梁   | 刑警队长                                                                  |
| 田海蓉 | 郑 莉    | 乔小龙同乡、曾经的恋人。吴准生的妻子。                                    |
| 吕 凉  | 顾 卿    |                                                                           |
| 孔 维  | 林 非    |                                                                           |
| 赵雅莉 | 吴可可   |                                                                           |
| 雷 明  | 郑 重    | 郑莉的父亲，淮海市现代市长。                                              |
| 翟乃社 | 唐局长   |                                                                           |
| 吕启凤 | 吴 母    | 吴淮生母亲                                                                |
| 林栋甫 | 林老师   |                                                                           |
| 于东江 | 侯一鸣   |                                                                           |
| 孙 岚  | 凡一平   |                                                                           |
| 沈 蓉  | 梅 玲    |                                                                           |
| 唐 唐  | 贺 芸    |                                                                           |
| 钱 志  | 梁 山    |                                                                           |
| 王余昌 | 朱永生   | 前侦察兵，黄梅戏小生。 梅玲的爱慕者。因爱生妒，成为罪犯。                 |
| 张黎明 | 沈 铭    |                                                                           |
| 洪 融  | 郑 妻    |                                                                           |
| 宋世英 | 费百夫   |                                                                           |
| 王伟光 | 姚 飞    |                                                                           |
| 张名煜 | 梁副省长 |                                                                           |
| 赵少康 | 吕 杰    |                                                                           |
| 马 兰  | 李 晶    |                                                                           |
| 靳玉波 | 小 红    |                                                                           |